# Liste des chansons de Nirvana
Une chanson de Nirvana est une chanson interprétée et enregistrée par ce groupe entre 1987 et 1994, et officialisée par une publication au cours de ces années ou après.
Au cours des sept années de carrière discographique, le trio a publié trois albums studio, une compilation, deux EPs et douze singles, dont trois splits. Avec 98 chansons composées et reprises durant leur période d'activité, trois albums live, cinq compilations et trois autres singles sont parus depuis la fin du groupe.
Voici la liste détaillée des chansons de Nirvana, incluant les reprises apparaissant sur leurs albums ou singles. La liste est présentée ici par ordre alphabétique, avec l'année de parution des chansons et leur(s) auteur(s).
- Haut – A
- B
- C
- D
- E
- F
- G
- H
- I
- J
- K
- L
- M
- N
- O
- P
- Q
- R
- S
- T
- U
- V
- W
- X
- Y
- Z

## A
| Titre            | Auteur(s)                                | Enregistrement(s) | Producteur(s)                                                                           | Parution(s) |
| ---------------- | ---------------------------------------- | --- | --------------------------------------------------------------------------------------- | --- |
| About a Girl     | Kurt Cobain                              | 1987-1988 à Aberdeen États-Unis Décembre 1988 au Reciprocal Recording, Seattle États-Unis 9 février 1990 au Pine Street Theatre, Portland États-Unis 31 octobre 1991 au Paramount Theatre, Seattle États-Unis 30 août 1992 au festival de Reading, Reading Royaume-Uni 18 novembre 1993 aux studios Sony Music, New York États-Unis          | Jack Endino, Scott Litt, John Silva, Andy Wallace                                       | Bleach (1989) Sliver (1990) Nevermind It's an Interview (1992) About a Girl (1994) MTV Unplugged in New York (1994) Nirvana (2002) With the Lights Out (2004) Sliver: The Best of the Box (2005) Bleach édition Deluxe (2009) Live at Reading (2009) Icon (2010) Nevermind édition Super Deluxe (2011)                                    |
| Aero Zeppelin    | Kurt Cobain, Krist Novoselic             | 23 janvier 1988 au Reciprocal Recording, Seattle États-Unis | Jack Endino                                                                             | Incesticide (1992) |
| Ain't It a Shame | Leadbelly                                | 20-28 août 1989 au Reciprocal Recording, Seattle États-Unis | Jack Endino                                                                             | With the Lights Out (2004) Sliver: The Best of the Box (2005) |
| All Apologies    | Kurt Cobain                              | 1991-1992 à Olympia et Los Angeles États-Unis 30 août 1992 au festival de Reading, Reading Royaume-Uni 12-26 février 1993 au Studio Pachyderm, Cannon Falls États-Unis 18 novembre 1993 aux studios Sony Music, New York États-Unis | Steve Albini, Scott Litt, John Silva                                                    | In Utero (1993) All Apologies (1993) Singles (1995) MTV Unplugged in New York (1994) Nirvana (2002) With the Lights Out (2004) Sliver: The Best of the Box (2005) Live at Reading (2009) Icon (2010) |
| Aneurysm         | Kurt Cobain, Krist Novoselic, Dave Grohl | 1er janvier 1991 au Music Source, Seattle États-Unis 31 octobre 1991 au Paramount Theatre, Seattle États-Unis 9 novembre 1991 aux studios Maida Vale, Londres Royaume-Uni 28 décembre 1991 au Del Mar Fairgrounds, Del Mar États-Unis 1991-1992 à Olympia et Los Angeles États-Unis 30 août 1992 au festival de Reading, Reading Royaume-Uni | Miti Adhikari, Craig Montgomery, Brendan O'Brien, John Silva, Diane Stata, Andy Wallace | Smells Like Teen Spirit (1991) Hormoaning (1992) Incesticide (1992) Nevermind It's an Interview (1992) Singles (1995) From the Muddy Banks of the Wishkah (1996) Aneurysm (1996) With the Lights Out (2004) Sliver: The Best of the Box (2005) Live at Reading (2009) Nevermind édition Super Deluxe (2011) Nevermind: The Singles (2011) |
| Anorexorcist     | Kurt Cobain                              | 17 avril 1987 aux KAOS Studios, Olympia États-Unis | Donna Dresch, John Goodmanson                                                           | With the Lights Out (2004) |

## B
| Titre        | Auteur(s)                    | Enregistrement(s) | Producteur(s) | Parution(s) |
| ------------ | ---------------------------- | --- | --- | --- |
| Beans        | Kurt Cobain                  | 1987-1988 à Aberdeen États-Unis | — | With the Lights Out (2004) |
| Been a Son   | Kurt Cobain                  | Septembre 1989 au Music Source, Seattle États-Unis 9 février 1990 au Pine Street Theatre, Portland États-Unis 25 septembre 1990 aux KAOS Studios, Olympia États-Unis 31 octobre 1991 au Paramount Theatre, Seattle États-Unis 9 novembre 1991 aux studios Maida Vale, Londres Royaume-Uni 25 novembre 1991 au Paradiso, Amsterdam Pays-Bas 30 août 1992 au festival de Reading, Reading Royaume-Uni | Miti Adhikari, Donna Dresch, Steve Fisk, John Goodmanson, Michael Meisel, Brendan O'Brien, John Silva, Diane Stata, Andy Wallace | Blew (1989) Lithium (1992) Incesticide (1992) Singles (1995) From the Muddy Banks of the Wishkah (1996) Nirvana (2002) With the Lights Out (2004) Bleach édition Deluxe (2009) Live at Reading (2009) Nevermind édition Super Deluxe (2011) Nevermind: The Singles (2011) |
| Beeswax      | Kurt Cobain                  | 23 janvier 1988 au Reciprocal Recording, Seattle États-Unis | Jack Endino | Kill Rock Stars (1991) Incesticide (1992) |
| Big Cheese   | Kurt Cobain, Krist Novoselic | Juin-septembre 1988 au Reciprocal Recording, Seattle États-Unis | Jack Endino | Love Buzz (1988) Bleach réédition (1992) |
| Big Long Now | Kurt Cobain                  | Décembre 1988 au Reciprocal Recording, Seattle États-Unis | Jack Endino | Incesticide (1992) |
| Blandest     | Kurt Cobain                  | 6 juin 1988 au Reciprocal Recording, Seattle États-Unis | Jack Endino | With the Lights Out (2004) Sliver: The Best of the Box (2005) |
| Blew         | Kurt Cobain                  | Décembre 1988 au Reciprocal Recording, Seattle États-Unis 9 février 1990 au Pine Street Theatre, Portland États-Unis 31 octobre 1991 au Paramount Theatre, Seattle États-Unis 25 novembre 1991 au Paradiso, Amsterdam Pays-Bas 30 août 1992 au festival de Reading, Reading Royaume-Uni | Jack Endino, Michael Meisel, Brendan O'Brien, John Silva, Diane Stata, Andy Wallace                                              | Bleach (1989) Blew (1989) From the Muddy Banks of the Wishkah (1996) Bleach édition Deluxe (2009) Live at Reading (2009) Nevermind édition Super Deluxe (2011) |
| Breed        | Kurt Cobain                  | 5 décembre 1989 au London Astoria, Londres Royaume-Uni 2–28 mai 1991 aux studios Sound City, Van Nuys États-Unis 31 octobre 1991 au Paramount Theatre, Seattle États-Unis 30 août 1992 au festival de Reading, Reading Royaume-Uni | Michael Meisel, Brendan O'Brien, John Silva, Diane Stata, Butch Vig, Andy Wallace                                                | Nevermind (1991) From the Muddy Banks of the Wishkah (1996) Bleach édition Deluxe (2009) Live at Reading (2009) Nevermind édition Super Deluxe (2011) |

## C
| Titre                     | Auteur(s)   | Enregistrement(s) | Producteur(s)                                     | Parution(s) |
| ------------------------- | ----------- | --- | ------------------------------------------------- | --- |
| Clean Up Before She Comes | Kurt Cobain | 1987-1988 à Aberdeen États-Unis | —                                                 | With the Lights Out (2004) Sliver: The Best of the Box (2005) |
| Come as You Are           | Kurt Cobain | Mars 1991, Tacoma États-Unis 2–28 mai 1991 aux studios Sound City, Van Nuys États-Unis 30 août 1992 au festival de Reading, Reading Royaume-Uni 18 novembre 1993 aux studios Sony Music, New York États-Unis | Scott Litt, Michael Meisel, John Silva, Butch Vig | Nevermind (1991) Come as You Are (1992) MTV Unplugged in New York (1994) Singles (1995) Nirvana (2002) Sliver: The Best of the Box (2005) Live at Reading (2009) Icon (2010) Nevermind édition Super Deluxe (2011) Nevermind: The Singles (2011) |
| Curmudgeon                | Kurt Cobain | 7 avril 1992 aux studios Laundry Room, Seattle États-Unis | Barrett Jones                                     | Lithium (1992) Singles (1995) With the Lights Out (2004) Nevermind édition Super Deluxe (2011) Nevermind: The Singles (2011) |

## D
| Titre             | Auteur(s)                           | Enregistrement(s) | Producteur(s)                                                                                   | Parution(s) |
| ----------------- | ----------------------------------- | --- | ----------------------------------------------------------------------------------------------- | --- |
| D-7               | Greg Sage                           | 21 octobre 1990 aux studios Maida Vale, Londres Royaume-Uni 30 août 1992 au festival de Reading, Reading Royaume-Uni | Dale Griffin, Michael Meisel, John Silva                                                        | Hormoaning (1992) Lithium (1992) With the Lights Out (2004) Live at Reading (2009) Nevermind édition Super Deluxe (2011) Nevermind: The Singles (2011) |
| Dive              | Kurt Cobain, Krist Novoselic        | Printemps 1989 au studio Evergreen State, Olympia États-Unis 9 février 1990 au Pine Street Theatre, Portland États-Unis 2–6 avril 1990 aux studios Smart, Madison États-Unis | Greg Babior, Butch Vig                                                                          | Sliver (1990) Incesticide (1992) Nevermind édition Super Deluxe (2011) With the Lights Out (2004) Bleach édition Deluxe (2009) Nevermind: The Singles (2011) |
| Do Re Mi          | Kurt Cobain                         | 1994, Seattle États-Unis | —                                                                                               | With the Lights Out (2004) Sliver: The Best of the Box (2005) |
| Do You Love Me?   | Paul Stanley, Bob Ezrin, Kim Fowley | Printemps 1989 au studio Evergreen State, Olympia États-Unis | Greg Babior                                                                                     | Hard to Believe: Kiss Covers Compilation (1992) |
| Don't Want it All | Kurt Cobain                         | 1987-1988 à Aberdeen États-Unis | —                                                                                               | With the Lights Out (2004) |
| Downer            | Kurt Cobain                         | 23 janvier 1988 au Reciprocal Recording, Seattle États-Unis 19 mars 1988 au Community World Theatre, Tacoma États-Unis | Jack Endino                                                                                     | Bleach (1989) Incesticide (1992) With the Lights Out (2004) |
| Drain You         | Kurt Cobain                         | Avril 1991 à San Francisco États-Unis 2–28 mai 1991 aux studios Sound City, Van Nuys États-Unis 31 octobre 1991 au Paramount Theatre, Seattle États-Unis 3 septembre 1991 aux studios Maida Vale, Londres Royaume-Uni 28 décembre 1991 au Del Mar Fairgrounds, Del Mar États-Unis 30 août 1992 au festival de Reading, Reading Royaume-Uni | Dale Griffin, Michael Meisel, Brendan O'Brien, John Silva, Diane Stata, Andy Wallace, Butch Vig | Smells Like Teen Spirit (1991) Nevermind (1991) Come as You Are (1992) Nevermind It's an Interview (1992) Singles (1995) From the Muddy Banks of the Wishkah (1996) Drain You (1996) With the Lights Out (2004) Live at Reading (2009) Nevermind édition Super Deluxe (2011) Nevermind: The Singles (2011) |
| Dumb              | Kurt Cobain                         | 3 septembre 1991 aux studios Maida Vale, Londres Royaume-Uni 30 août 1992 au festival de Reading, Reading Royaume-Uni 12-26 février 1993 au Studio Pachyderm, Cannon Falls États-Unis 18 novembre 1993 aux studios Sony Music, New York États-Unis                                                                                         | Steve Albini, Dale Griffin, Scott Litt, Michael Meisel, John Silva                              | In Utero (1993) MTV Unplugged in New York (1994) Nirvana (2002) With the Lights Out (2004) Live at Reading (2009) Icon (2010) |

## E
| Titre             | Auteur(s)                                | Enregistrement(s) | Producteur(s)                         | Parution(s) |
| ----------------- | ---------------------------------------- | --- | ------------------------------------- | --- |
| Endless, Nameless | Kurt Cobain, Krist Novoselic, Dave Grohl | 2–28 mai 1991 aux studios Sound City, Van Nuys États-Unis 3 septembre 1991 aux studios Maida Vale, Londres Royaume-Uni 31 octobre 1991 au Paramount Theatre, Seattle États-Unis | Dale Griffin, Butch Vig, Andy Wallace | Nevermind (1991) Come as You Are (1992) With the Lights Out (2004) Nevermind édition Super Deluxe (2011) Nevermind: The Singles (2011)       |
| Even in His Youth | Kurt Cobain                              | Septembre 1989 au Music Source, Seattle États-Unis 1er janvier 1991 au Music Source, Seattle États-Unis                                                                         | Steve Fisk, Craig Montgomery          | Smells Like Teen Spirit (1991) Singles (1995) With the Lights Out (2004) Nevermind édition Super Deluxe (2011) Nevermind: The Singles (2011) |

## F
| Titre                                           | Auteur(s)   | Enregistrement(s) | Producteur(s)             | Parution(s) |
| ----------------------------------------------- | ----------- | --- | ------------------------- | --- |
| Floyd the Barber                                | Kurt Cobain | 23 janvier 1988 au Reciprocal Recording, Seattle États-Unis 23 janvier 1988 au Community World Theatre, Tacoma États-Unis 9 février 1990 au Pine Street Theatre, Portland États-Unis 31 octobre 1991 au Paramount Theatre, Seattle États-Unis | Jack Endino, Andy Wallace | Bleach (1989) With the Lights Out (2004) Sliver: The Best of the Box (2005) Bleach édition Deluxe (2009) Nevermind édition Super Deluxe (2011) |
| Frances Farmer Will Have Her Revenge on Seattle | Kurt Cobain | 12-26 février 1993 au Studio Pachyderm, Cannon Falls États-Unis | Steve Albini              | In Utero (1993) |

## G
| Titre                                             | Auteur(s)                                | Enregistrement(s)                                             | Producteur(s)    | Parution(s)                                |
| ------------------------------------------------- | ---------------------------------------- | ------------------------------------------------------------- | ---------------- | ------------------------------------------ |
| Gallons of Rubbing Alcohol Flow Through the Strip | Kurt Cobain, Krist Novoselic, Dave Grohl | 19-21 janvier 1991 à l'Ariola Ltda BMG, Rio de Janeiro Brésil | Craig Montgomery | In Utero (1993) With the Lights Out (2004) |
| Grey Goose                                        | Leadbelly                                | 20/28 août 1988 au Reciprocal Recording, Seattle États-Unis   | Jack Endino      | With the Lights Out (2004)                 |

## H
| Titre                               | Auteur(s)                                                      | Enregistrement(s) | Producteur(s)                                                | Parution(s) |
| ----------------------------------- | -------------------------------------------------------------- | --- | ------------------------------------------------------------ | --- |
| Hairspray Queen                     | Kurt Cobain, Krist Novoselic                                   | 23 janvier 1988 au Reciprocal Recording, Seattle États-Unis | Jack Endino                                                  | Incesticide (1992 |
| Heart-Shaped Box                    | Kurt Cobain                                                    | 12-26 février 1993 au Studio Pachyderm, Cannon Falls États-Unis 30 décembre 1993 au Forum, Los Angeles États-Unis 19-21 janvier 1991 à l'Ariola Ltda BMG, Rio de Janeiro Brésil | Steve Albini, Craig Montgomery, Brendan O'Brien, Diane Stata | Heart-Shaped Box (1993) In Utero (1993) Singles (1995) From the Muddy Banks of the Wishkah (1996) Nirvana (2002) With the Lights Out (2004) Sliver: The Best of the Box (2005) Icon (2010) |
| Heartbreaker                        | Jimmy Page, Robert Plant, John Paul Barrett Jones, John Bonham | 7 mars 1987 au 17 Nussbaum Road, Raymond États-Unis | —                                                            | With the Lights Out (2004) Sliver: The Best of the Box (2005) |
| Here She Comes Now                  | John Cale, Sterling Morrison, Lou Reed, Maureen Tucker         | 2–6 avril 1990 aux studios Smart, Madison États-Unis | Butch Vig                                                    | Heaven and Hell Volume One (1990) Here She Comes Now/Venus in Furs (1991) With the Lights Out (2004) Nevermind édition Super Deluxe (2011)                                                 |
| Help Me, I'm Hungry (Vendetagainst) | Kurt Cobain                                                    | 17 avril 1987 aux KAOS Studios, Olympia États-Unis | Donna Dresch, John Goodmanson                                | With the Lights Out (2004) |

## I
| Titre                         | Auteur(s)   | Enregistrement(s) | Producteur(s)                         | Parution(s) |
| ----------------------------- | ----------- | --- | ------------------------------------- | --- |
| I Hate Myself and Want to Die | Kurt Cobain | 12-26 février 1993 au Studio Pachyderm, Cannon Falls États-Unis 30 décembre 1993 au Forum, Los Angeles États-Unis 19-21 janvier 1991 à l'Ariola Ltda BMG, Rio de Janeiro Brésil | Steve Albini, Craig Montgomery        | The Beavis and Butt-head Experience (1993) Pennyroyal Tea (1994) With the Lights Out (2004)                                                                           |
| If You Must                   | Kurt Cobain | 23 janvier 1988 au Reciprocal Recording, Seattle États-Unis | Jack Endino                           | With the Lights Out (2004) |
| In Bloom                      | Kurt Cobain | 2–6 avril 1990 aux studios Smart, Madison États-Unis 2–28 mai 1991 aux studios Sound City, Van Nuys États-Unis 30 août 1992 au festival de Reading, Reading Royaume-Uni         | Michael Meisel, John Silva, Butch Vig | Nevermind (1991) In Bloom (1991) Singles (1995) Nirvana (2002) Live at Reading (2009) Icon (2010) Nevermind édition Super Deluxe (2011) Nevermind: The Singles (2011) |

## J
| Titre                        | Auteur(s)                   | Enregistrement(s) | Producteur(s)            | Parution(s)                                                                                       |
| ---------------------------- | --------------------------- | --- | ------------------------ | ------------------------------------------------------------------------------------------------- |
| Jesus Wants Me for a Sunbeam | Eugene Kelly, Frances McKee | 31 octobre 1991 au Paramount Theatre, Seattle États-Unis 18 novembre 1993 aux studios Sony Music, New York États-Unis 5 février 1994 au Pavilhão Dramático, Cascais Portugal | Scott Litt, Andy Wallace | MTV Unplugged in New York (1994) With the Lights Out (2004) Nevermind édition Super Deluxe (2011) |

## L
| Titre        | Auteur(s)          | Enregistrement(s) | Producteur(s) | Parution(s) |
| ------------ | ------------------ | --- | --- | --- |
| Lake of Fire | Curt Kirkwood      | 18 novembre 1993 aux studios Sony Music, New York États-Unis | Scott Litt | MTV Unplugged in New York (1994) Lake of Fire (1994) |
| Lithium      | Kurt Cobain        | 2–6 avril 1990 aux studios Smart, Madison États-Unis 25 septembre 1990 aux KAOS Studios, Olympia États-Unis 2–28 mai 1991 aux studios Sound City, Van Nuys États-Unis 31 octobre 1991 au Paramount Theatre, Seattle États-Unis 25 novembre 1991 au Paradiso, Amsterdam Pays-Bas 30 août 1992 au festival de Reading, Reading Royaume-Uni | Donna Dresch, John Goodmanson, Michael Meisel, Brendan O'Brien, John Silva, Diane Stata, Butch Vig, Andy Wallace | Nevermind (1991) Lithium (1992) Singles (1995) From the Muddy Banks of the Wishkah (1996) Nirvana (2002) With the Lights Out (2004) Sliver: The Best of the Box (2005) Live at Reading (2009) Icon (2010) Nevermind édition Super Deluxe (2011) Nevermind: The Singles (2011) |
| Lounge Act   | Kurt Cobain        | Mars 1991, Tacoma États-Unis 2–28 mai 1991 aux studios Sound City, Van Nuys États-Unis 30 août 1992 au festival de Reading, Reading Royaume-Uni | Michael Meisel, John Silva, Butch Vig                                                                            | Nevermind (1991) Live at Reading (2009) Nevermind édition Super Deluxe (2011) |
| Love Buzz    | Robbie van Leeuwen | Juin-septembre 1988 au Reciprocal Recording, Seattle États-Unis 9 février 1990 au Pine Street Theatre, Portland États-Unis 31 octobre 1991 au Paramount Theatre, Seattle États-Unis | Jack Endino | Love Buzz (1988) Bleach (1989) Blew (1989) Bleach édition Deluxe (2009) Nevermind édition Super Deluxe (2011) |

## M
| Titre               | Auteur(s)                                        | Enregistrement(s) | Producteur(s)                                                | Parution(s) |
| ------------------- | ------------------------------------------------ | --- | ------------------------------------------------------------ | --- |
| Marigold            | Dave Grohl                                       | 12-26 février 1993 au Studio Pachyderm, Cannon Falls États-Unis | Steve Albini                                                 | Heart-Shaped Box (1993) In Utero (1993) Singles (1995)                                                                       |
| Mexican Seafood     | Kurt Cobain                                      | 23 janvier 1988 au Reciprocal Recording, Seattle États-Unis | Jack Endino                                                  | Teriyaki Asthma Volume 1 (1989) Incesticide (1992)                                                                           |
| Milk It             | Kurt Cobain                                      | 19-21 janvier 1991 à l'Ariola Ltda BMG, Rio de Janeiro Brésil 12-26 février 1993 au Studio Pachyderm, Cannon Falls États-Unis 7 janvier 1994 au Seattle Center Arena, Seattle États-Unis | Steve Albini, Craig Montgomery, Brendan O'Brien, Diane Stata | Heart-Shaped Box (1993) In Utero (1993) Singles (1995) From the Muddy Banks of the Wishkah (1996) With the Lights Out (2004) |
| Moby Dick           | Jimmy Page, John Paul Barrett Jones, John Bonham | 23 janvier 1988 au Community World Theatre, Tacoma États-Unis | Jack Endino                                                  | With the Lights Out (2004)                                                                                                   |
| Moist Vagina (MV)   | Kurt Cobain                                      | 19-21 janvier 1991 à l'Ariola Ltda BMG, Rio de Janeiro Brésil 12-26 février 1993 au Studio Pachyderm, Cannon Falls États-Unis                                                            | Steve Albini, Craig Montgomery                               | All Apologies (1993) Singles (1995) With the Lights Out (2004)                                                               |
| Molly's Lips        | Eugene Kelly, Frances McKee                      | 9 février 1990 au Pine Street Theatre, Portland États-Unis 21 octobre 1990 aux studios Maida Vale, Londres Royaume-Uni                                                                   | Dale Griffin                                                 | Candy/Molly's Lips (1991) Hormoaning (1992) Incesticide (1992) Bleach édition Deluxe (2009)                                  |
| More Than a Feeling | Tom Scholz                                       | 30 août 1992 au festival de Reading, Reading Royaume-Uni | Michael Meisel, John Silva                                   | Live at Reading (2009) |
| Mr. Moustache       | Kurt Cobain                                      | Décembre 1988 au Reciprocal Recording, Seattle États-Unis | Jack Endino                                                  | Bleach (1989) |
| Mrs. Butterworth    | Kurt Cobain                                      | Été 1987 à Aberdeen États-Unis | —                                                            | With the Lights Out (2004) Sliver: The Best of the Box (2005)                                                                |

## N
| Titre          | Auteur(s)   | Enregistrement(s) | Producteur(s)                                                                       | Parution(s) |
| -------------- | ----------- | --- | ----------------------------------------------------------------------------------- | --- |
| Negative Creep | Kurt Cobain | Décembre 1988 au Reciprocal Recording, Seattle États-Unis 31 octobre 1991 au Paramount Theatre, Seattle États-Unis 30 août 1992 au festival de Reading, Reading Royaume-Uni 7 janvier 1994 au Seattle Center Arena, Seattle États-Unis | Jack Endino, Michael Meisel, Brendan O'Brien, John Silva, Diane Stata, Andy Wallace | Bleach (1989) From the Muddy Banks of the Wishkah (1996) Live at Reading (2009) Nevermind édition Super Deluxe (2011) |

## O
| Titre         | Auteur(s)     | Enregistrement(s) | Producteur(s)                                                   | Parution(s) |
| ------------- | ------------- | --- | --------------------------------------------------------------- | --- |
| Oh Me         | Curt Kirkwood | 18 novembre 1993 aux studios Sony Music, New York États-Unis | Scott Litt                                                      | MTV Unplugged in New York (1994) |
| Oh, the Guilt | Kurt Cobain   | 7 avril 1992 aux studios Laundry Room, Seattle États-Unis | Barrett Jones                                                   | Puss/Oh, the Guilt (1993) With the Lights Out (2004) Sliver: The Best of the Box (2005)                                                           |
| Old Age       | Kurt Cobain   | Mars 1991, Tacoma États-Unis 2–28 mai 1991 aux studios Sound City, Van Nuys États-Unis | Butch Vig                                                       | With the Lights Out (2004) Sliver: The Best of the Box (2005) Nevermind édition Super Deluxe (2011)                                               |
| On a Plain    | Kurt Cobain   | Mars 1991, Tacoma États-Unis 2–28 mai 1991 aux studios Sound City, Van Nuys États-Unis 31 octobre 1991 au Paramount Theatre, Seattle États-Unis 30 août 1992 au festival de Reading, Reading Royaume-Uni 18 novembre 1993 aux studios Sony Music, New York États-Unis | Scott Litt, Michael Meisel, John Silva, Butch Vig, Andy Wallace | Nevermind (1991) Nevermind It's an Interview (1992) MTV Unplugged in New York (1994) Live at Reading (2009) Nevermind édition Super Deluxe (2011) |
| Opinion       | Kurt Cobain   | 25 septembre 1990 aux KAOS Studios, Olympia États-Unis | Calvin Johnson                                                  | With the Lights Out (2004) Sliver: The Best of the Box (2005)                                                                                     |

## P
| Titre          | Auteur(s)     | Enregistrement(s) | Producteur(s)                                                                                             | Parution(s) |
| -------------- | ------------- | --- | --- | --- |
| Paper Cuts     | Kurt Cobain   | 23 janvier 1988 au Reciprocal Recording, Seattle États-Unis | Jack Endino                                                                                               | Bleach (1989) |
| Pay to Play    | Kurt Cobain   | 2–6 avril 1990 aux studios Smart, Madison États-Unis | Butch Vig                                                                                                 | DGC Rarities Volume 1 (1994) With the Lights Out (2004) Nevermind édition Super Deluxe (2011) |
| Pen Cap Chew   | Kurt Cobain   | 23 janvier 1988 au Reciprocal Recording, Seattle États-Unis | Jack Endino                                                                                               | With the Lights Out (2004) |
| Pennyroyal Tea | Kurt Cobain   | 1993 à Seattle États-Unis 12-26 février 1993 au Studio Pachyderm, Cannon Falls États-Unis 18 novembre 1993 aux studios Sony Music, New York États-Unis | Steve Albini, Scott Litt                                                                                  | In Utero (1993) Pennyroyal Tea (1994) MTV Unplugged in New York (1994) Nirvana (2002) With the Lights Out (2004) Icon (2010) |
| Plateau        | Curt Kirkwood | 18 novembre 1993 aux studios Sony Music, New York États-Unis | Scott Litt                                                                                                | MTV Unplugged in New York (1994) |
| Polly          | Kurt Cobain   | 1987-1988 à Aberdeen États-Unis Septembre 1989 au Music Source, Seattle États-Unis 5 décembre 1989 au London Astoria, Londres Royaume-Uni 2–6 avril 1990 aux studios Smart, Madison États-Unis 31 octobre 1991 au Paramount Theatre, Seattle États-Unis 28 décembre 1991 au Del Mar Fairgrounds, Del Mar États-Unis 18 novembre 1993 aux studios Sony Music, New York États-Unis 30 août 1992 au festival de Reading, Reading Royaume-Uni | Steve Fisk, Scott Litt, Michael Meisel, Brendan O'Brien, John Silva, Diane Stata, Butch Vig, Andy Wallace | Nevermind (1991) In Bloom (1992) MTV Unplugged in New York (1994) Singles (1995) From the Muddy Banks of the Wishkah (1996) With the Lights Out (2004) Live at Reading (2009) Nevermind édition Super Deluxe (2011) Nevermind: The Singles (2011) |

## R
| Titre                       | Auteur(s)   | Enregistrement(s) | Producteur(s)             | Parution(s) |
| --------------------------- | ----------- | --- | ------------------------- | --- |
| Radio Friendly Unit Shifter | Kurt Cobain | 12-26 février 1993 au Studio Pachyderm, Cannon Falls États-Unis 18 février 1994 au Summum, Grenoble France | Steve Albini              | In Utero (1993) Home Alive: The Art of Self Defense (1996) |
| Rape Me                     | Kurt Cobain | Mai 1991 à Oakwood États-Unis 31 octobre 1991 au Paramount Theatre, Seattle États-Unis 25-26 octobre 1992 aux studios Word of Mouth, Seattle États-Unis 12-26 février 1993 au Studio Pachyderm, Cannon Falls États-Unis 25 septembre 1993 aux studios NBC, New York États-Unis | Steve Albini, Jack Endino | In Utero (1993) All Apologies (1993) Singles (1995) SNL: The Musical Performances Volume 2 (1999) Nirvana (2002) With the Lights Out (2004) Sliver: The Best of the Box (2005) Icon (2010) Nevermind édition Super Deluxe (2011) |
| Raunchola (Erectum)         | Kurt Cobain | 23 janvier 1988 au Community World Theatre, Tacoma États-Unis | Jack Endino               | With the Lights Out (2004) |
| Return of the Rat           | Greg Sage   | 7 avril 1992 aux studios Laundry Room, Seattle États-Unis | Barrett Jones             | Eight Songs for Greg Sage and the Wipers (1992) With the Lights Out (2004) |

## S
| Titre                      | Auteur(s)                                | Enregistrement(s) | Producteur(s)                                                                       | Parution(s) |
| -------------------------- | ---------------------------------------- | --- | ----------------------------------------------------------------------------------- | --- |
| Sappy (Verse Chorus Verse) | Kurt Cobain                              | 2-3 janvier 1990 au Reciprocal Recording, Seattle États-Unis 9 février 1990 au Pine Street Theatre, Portland États-Unis 2–6 avril 1990 aux studios Smart, Madison États-Unis 12-26 février 1993 au Studio Pachyderm, Cannon Falls États-Unis                                             | Steve Albini, Jack Endino, Butch Vig                                                | No Alternative (1993) With the Lights Out (2004) Sliver: The Best of the Box (2005) Bleach édition Deluxe (2009) Nevermind édition Super Deluxe (2011) |
| Scentless Apprentice       | Kurt Cobain, Dave Grohl, Krist Novoselic | Hiver 1992 à Seattle États-Unis 12-26 février 1993 au Studio Pachyderm, Cannon Falls États-Unis 13 décembre 1993 au Pier 48, Seattle États-Unis | Steve Albini, Brendan O'Brien, Diane Stata                                          | In Utero (1993) From the Muddy Banks of the Wishkah (1996) With the Lights Out (2004) |
| School                     | Kurt Cobain                              | 9 février 1990 au Pine Street Theatre, Portland États-Unis 31 octobre 1991 au Paramount Theatre, Seattle États-Unis 25 novembre 1991 au Paradiso, Amsterdam Pays-Bas 30 août 1992 au festival de Reading, Reading Royaume-Uni                                                            | Michael Meisel, Brendan O'Brien, John Silva, Diane Stata, Andy Wallace              | Come as You Are (1992) Nevermind It's an Interview (1992) Singles (1995) From the Muddy Banks of the Wishkah (1996) Bleach édition Deluxe (2009) Live at Reading (2009) Nevermind édition Super Deluxe (2011) Nevermind: The Singles (2011)                                                                                      |
| Scoff                      | Kurt Cobain                              | Décembre 1988 au Reciprocal Recording, Seattle États-Unis 9 février 1990 au Pine Street Theatre, Portland États-Unis | Jack Endino                                                                         | Bleach (1989) Bleach édition Deluxe (2009) |
| Seasons in the Sun         | Jacques Brel                             | 22 janvier 1993 à l'Ariola Ltda BMG, Rio de Janeiro Brésil | —                                                                                   | With the Lights Out (2004) |
| Serve the Servants         | Kurt Cobain                              | 1992, Seattle États-Unis 12-26 février 1993 au Studio Pachyderm, Cannon Falls États-Unis | Steve Albini                                                                        | In Utero (1993) With the Lights Out (2004) |
| Sifting                    | Kurt Cobain                              | Décembre 1988 au Reciprocal Recording, Seattle États-Unis | Jack Endino                                                                         | Bleach (1989) |
| Sliver                     | Kurt Cobain                              | 1990 aux KAOS Studios, Olympia États-Unis 11/24 juillet 1990 au Reciprocal Recording, Seattle États-Unis 31 octobre 1991 au Paramount Theatre, Seattle États-Unis 30 août 1992 au festival de Reading, Reading Royaume-Uni 10 novembre 1993 au MassMutual Center, Springfield États-Unis | Jack Endino, Michael Meisel, Brendan O'Brien, John Silva, Diane Stata, Andy Wallace | Sliver (1990) In Bloom (1992) Incesticide (1992) Singles (1995) From the Muddy Banks of the Wishkah (1996) Nirvana (2002) With the Lights Out (2004) Sliver: The Best of the Box (2005) Live at Reading (2009) Icon (2010) Nevermind édition Super Deluxe (2011) Nevermind: The Singles (2011)                                   |
| Smells Like Teen Spirit    | Kurt Cobain, Dave Grohl, Krist Novoselic | Mars 1991, Tacoma États-Unis 2–28 mai 1991 aux studios Sound City, Van Nuys États-Unis 31 octobre 1991 au Paramount Theatre, Seattle États-Unis 28 décembre 1991 au Del Mar Fairgrounds, Del Mar États-Unis 30 août 1992 au festival de Reading, Reading Royaume-Uni                     | Michael Meisel, Brendan O'Brien, John Silva, Diane Stata, Butch Vig                 | Smells Like Teen Spirit (1991) Nevermind (1991) Nevermind It's an Interview (1992) Singles (1995) From the Muddy Banks of the Wishkah (1996) Nirvana (2002) With the Lights Out (2004) Sliver: The Best of the Box (2005) Live at Reading (2009) Icon (2010) Nevermind édition Super Deluxe (2011) Nevermind: The Singles (2011) |
| Something in the Way       | Kurt Cobain                              | Mars 1991, Tacoma États-Unis 2–28 mai 1991 aux studios Sound City, Van Nuys États-Unis 9 novembre 1991 aux studios Maida Vale, Londres Royaume-Uni 18 novembre 1993 aux studios Sony Music, New York États-Unis                                                                          | Miti Adhikari, Scott Litt, Butch Vig                                                | Nevermind (1991) About a Girl (1994) MTV Unplugged in New York (1994) Nirvana (2002) Nevermind édition Super Deluxe (2011) |
| Son of a Gun               | Eugene Kelly, Frances McKee              | 21 octobre 1990 aux studios Maida Vale, Londres Royaume-Uni | Dale Griffin                                                                        | Hormoaning (1992) Incesticide (1992) |
| Spank Thru                 | Kurt Cobain                              | Décembre 1985, Burien États-Unis 9 février 1990 au Pine Street Theatre, Portland États-Unis 31 octobre 1991 au Paramount Theatre, Seattle États-Unis 19 novembre 1991 au Teatro Castello, Rome Italie 30 août 1992 au festival de Reading, Reading Royaume-Uni                           | Michael Meisel, Brendan O'Brien, John Silva, Diane Stata                            | Sliver (1990) From the Muddy Banks of the Wishkah (1996) Sliver: The Best of the Box (2005) Bleach édition Deluxe (2009) Live at Reading (2009) |
| Stain                      | Kurt Cobain                              | Septembre 1989 au Music Source, Seattle États-Unis | Steve Fisk                                                                          | Blew (1989) Incesticide (1992) |
| Stay Away                  | Kurt Cobain                              | 2–28 mai 1991 aux studios Sound City, Van Nuys États-Unis 30 août 1992 au festival de Reading, Reading Royaume-Uni | Michael Meisel, John Silva, Butch Vig                                               | Nevermind (1991) Live at Reading (2009) |
| Swap Meet                  | Kurt Cobain                              | Décembre 1988 au Reciprocal Recording, Seattle États-Unis | Jack Endino                                                                         | Bleach (1989) |

## T
| Titre                        | Auteur(s)                        | Enregistrement(s) | Producteur(s)                            | Parution(s) |
| ---------------------------- | -------------------------------- | --- | ---------------------------------------- | --- |
| Talk to Me                   | Kurt Cobain                      | 4 octobre 1992, Crocodile Cafe, Seattle, États-Unis | —                                        | With the Lights Out (2004) |
| Territorial Pissings         | Kurt Cobain                      | Mars 1991, Tacoma États-Unis 2–28 mai 1991 aux studios Sound City, Van Nuys États-Unis 31 octobre 1991 au Paramount Theatre, Seattle États-Unis 30 août 1992 au festival de Reading, Reading Royaume-Uni | Michael Meisel, John Silva, Butch Vig    | Nevermind (1991) Nevermind It's an Interview (1992) Live at Reading (2009) Nevermind édition Super Deluxe (2011) Nevermind: The Singles (2011) |
| The Man Who Sold the World   | David Bowie                      | 18 novembre 1993 aux studios Sony Music, New York États-Unis | Scott Litt                               | MTV Unplugged in New York (1994) Nirvana (2002)                                                                                                |
| The Money Will Roll Right In | Tom Flynn, Chris Wilson          | 30 août 1992 au festival de Reading, Reading Royaume-Uni | Michael Meisel, John Silva               | Live at Reading (2009) |
| The Other Improv             | Kurt Cobain                      | 19-21 janvier 1991 à l'Ariola Ltda BMG, Rio de Janeiro Brésil | Craig Montgomery                         | With the Lights Out (2004) |
| They Hung Him on a Cross     | Leadbelly                        | 20-28 août 1989 au Reciprocal Recording, Seattle États-Unis | Jack Endino                              | With the Lights Out (2004) |
| Token Eastern Song           | Kurt Cobain                      | Septembre 1989 au Music Source, Seattle États-Unis | Steve Fisk                               | With the Lights Out (2004) |
| tourette's                   | Kurt Cobain                      | 30 août 1992 au festival de Reading, Reading Royaume-Uni 12-26 février 1993 au Studio Pachyderm, Cannon Falls États-Unis                                                                                 | Steve Albini, Michael Meisel, John Silva | In Utero (1993) From the Muddy Banks of the Wishkah (1996) Live at Reading (2009)                                                              |
| Turnaround                   | Mark Mothersbaugh, Gerald Casale | 21 octobre 1990 aux studios Maida Vale, Londres Royaume-Uni | Dale Griffin                             | Hormoaning (1992) Incesticide (1992) |

## V
| Titre              | Auteur(s)   | Enregistrement(s)                                                                        | Producteur(s) | Parution(s)                                                      |
| ------------------ | ----------- | ---------------------------------------------------------------------------------------- | ------------- | ---------------------------------------------------------------- |
| Verse Chorus Verse | Kurt Cobain | Mars 1991, Tacoma États-Unis 2–28 mai 1991 aux studios Sound City, Van Nuys États-Unis   | Butch Vig     | With the Lights Out (2004) Nevermind édition Super Deluxe (2011) |
| Very Ape           | Kurt Cobain | 1992, Seattle États-Unis 12-26 février 1993 au Studio Pachyderm, Cannon Falls États-Unis | Steve Albini  | In Utero (1993) With the Lights Out (2004)                       |

## W
| Titre                          | Auteur(s)        | Enregistrement(s)                                                                     | Producteur(s)                 | Parution(s)                                                                |
| ------------------------------ | ---------------- | ------------------------------------------------------------------------------------- | ----------------------------- | -------------------------------------------------------------------------- |
| Where Did You Sleep Last Night | Leadbelly        | 1990, Olympia États-Unis 18 novembre 1993 aux studios Sony Music, New York États-Unis | Scott Litt                    | MTV Unplugged in New York (1994) Nirvana (2002) With the Lights Out (2004) |
| White Lace and Strange         | Christopher Bond | 17 avril 1987 aux KAOS Studios, Olympia États-Unis                                    | Donna Dresch, John Goodmanson | With the Lights Out (2004)                                                 |

## Y
| Titre                 | Auteur(s)   | Enregistrement(s)                                                                              | Producteur(s) | Parution(s) |
| --------------------- | ----------- | ---------------------------------------------------------------------------------------------- | ------------- | --- |
| You Know You're Right | Kurt Cobain | 1993 ou 1994, Seattle États-Unis 30 janvier 1994 aux Studios Robert Lang, Shoreline États-Unis | Adam Kasper   | You Know You're Right (2002) Nirvana (2002) With the Lights Out (2004) Sliver: The Best of the Box (2005) Icon (2010) |